# Papiro de Oxirrinco 655

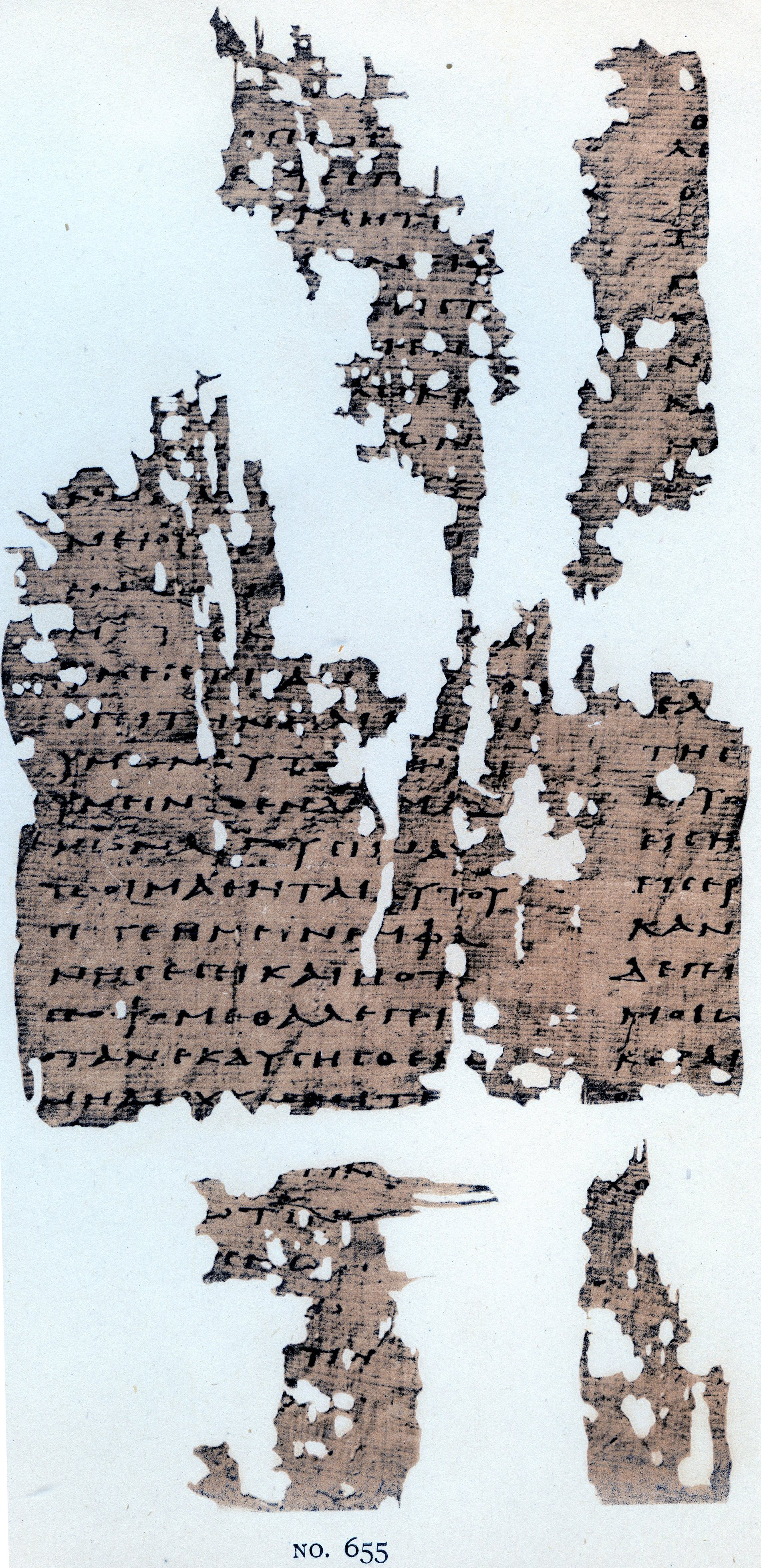
Vista del texto conservado P.Oxy.655

El Papiro de Oxirrinco 655 (P. Oxy. 655) es un fragmento de papiro de la logia de Jesús escrito en griego. Es uno de los Papiros de Oxyrhynchus descubierto por Grenfell y Hunt entre 1897 y 1904 en la ciudad egipcia de Oxyrhynchus. El fragmento está datado a la primera mitad del siglo III. Es uno de los únicos tres manuscritos griegos pertenecientes al Evangelio de Thomas.

## Descripción
El manuscrito fue escrito sobre papiro en rollo. Las medidas de la hoja original eran 82 mm por 83 mm. El texto fue escrito en caligrafía uncial. Escrito con una ortografía informal ya que no hay ninguna puntuación, ningún espíritu o acento, carece de división entre oraciones y del uso de nomina sacra. Tiene una corrección en letra cursiva.
El fragmento contiene dichos de la logia Iesu (Evangelio de thomas 24.36-39) en el lado recto de la hoja.
Grenfell Y Hunt también descubrieron otros dos fragmentos de este Evangelio apócrifo: P. Oxy. 1 y P. Oxy. 654.
Según Grenfell y Hunt, quiénes identificaron este fragmento como perteneciente a un Evangelio apócrifo, muy cercano a los Evangelios sinópticos. Observaron algunas semejanzas al Evangelio de Lucas. Según ellos pudo haber pertenecido al Evangelio según los egipcios (como sugirió Adolf Harnack), o a unas colecciones de los decires de Jesús utilizados en la Segunda Epístola de Clemente. Grenfell Y Hunt observaron algunas semejanzas al P. Oxy. 654. La única copia completa del Evangelio de Thomas fue encontrado en 1945 cuándo una versión copta fue descubierta en el pueblo Nag Hammadi con una colección de Textos Gnósticos de la época cristiana temprana.
En 1904, P. Oxy. 655 fue entregado a la Universidad de Harvard para la Sociedad de Exploración del Egipto. El fragmento está albergado en la Biblioteca de Houghton, Universidad de Harvard (SM Inv. 4367) en Cambridge.